# Aulaconotus incorrugatus
Aulaconotus incorrugatus là một loài bọ cánh cứng trong họ Cerambycidae.